# Малятинська сільська рада
Маля́тинська сільська́ ра́да — орган місцевого самоврядування в Гощанському районі Рівненської області. Адміністративний центр — село Малятин.

## Загальні відомості
- Малятинська сільська рада утворена в 1940 році.
- Територія ради: 47,486 км²
- Населення ради: 1 176 осіб (станом на 2001 рік)

## Населені пункти
Сільській раді підпорядковані населені пункти:
- с. Малятин
- с. Матіївка
- с. Мичів
- с. Мощони
- с. Пустомити

## Склад ради
Рада складається з 16 депутатів та голови.
- Голова ради: Герасимчук Світлана Олександрівна
- Секретар ради: Майструк Тамара Павлівна

### Керівний склад попередніх скликань
| ПІБ                               | Основні відомості                                    | Дата обрання | Дата звільнення |
| --------------------------------- | ---------------------------------------------------- | ------------ | --------------- |
| Генеральчук Василь Олександрович  | Сільський голова, 1958 року народження, безпартійний | 26.03.2006   | 31.10.2010      |
| Герасимчук Світлана Олександрівна | Сільський голова, 1961 року народження, позапартійна | 31.10.2010   |                 |

Примітка: таблиця складена за даними сайту Верховної Ради України